# ジャック・アレグレ
ジャック・アレグレ（Jacques Allégret、1930年-2004年）は、フランス人アーバニスト、都市プランナー、社会学者、教育者、都市研究者。

## 略歴
1960年、AAU（建築と都市計画アトリエ (fr:Atelier d'urbanisme et d'architecture) ）設立で知られている人となった。メンバーはジョン・ペロッテット、ジャン・トライベル、ジョージ・ロワゾー、デコレータ・ジャックロック、バレンタイン・ファーブルらがメンバーにおり、これらのさまざまな専門家、建築家、プランナー、社会学者、地理学者、弁護士らが同じプロジェクトで一緒に協同する素地を構築した